# Faustin Boukoubi
Faustin Boukoubi, né le 20 mars 1954 à Dolisie (actuelle République du Congo), est un homme politique gabonais, député, plusieurs fois ministre, secrétaire général du Parti démocratique gabonais (PDG) de 2008 à 2017, et président de l'Assemblée nationale du 11 janvier 2019 au 30 août 2023. Il est l'une des personnalités les plus influentes de la majorité présidentielle.

## Biographie
Après une scolarité à Koulamoutou dans la province d'Ogooué-Lolo, il intègre l'Institut national des sciences de gestion de Libreville, puis complète sa formation à l'École d'administration et de gestion d'entreprise de Kobé (Japon).
Il entre au gouvernement pour la première fois au début des années 1990, en tant que secrétaire d'État auprès du ministre des Finances. Il s'en éloigne en 1994 pour accepter le poste de directeur général adjoint de l'Union gabonaise des banques (UGB), mais son succès aux élections législatives de 1996 lui vaut le portefeuille de ministre de la Santé entre 1997 et 2004, suivi par celui de ministre d'État à l'Agriculture entre 2004 et 2008. Dans l'intervalle il est réélu député, en 2001 et 2006.
En 2008, il conquiert de haute lutte le poste de secrétaire général du Parti démocratique gabonais, d'abord promis à l'ancienne ministre Paulette Missambo. En 2009, à la mort d'Omar Bongo Ondimba, le fondateur du PDG, Faustin Boukoubi apporte son soutien à son fils Ali Bongo et travaille à préserver la cohésion du parti. 
Il est amené à démissionner le 10 août 2017,.
En janvier 2019, Boukoubi est élu président de l'Assemblée nationale.
Il est renversé par le coup d'État de 2023 au Gabon. Le 4 septembre 2023, Brice Oligui Nguema prête serment au palais présidentiel de Libreville en tant que président de la Transition, en présence des juges de la Cour constitutionnelle, du Premier ministre, de la vice-présidente et des présidents des deux chambres parlementaires sortants.